# Solva meijerei
Solva meijerei är en tvåvingeart som beskrevs av Akira Nagatomi 1975. Solva meijerei ingår i släktet Solva och familjen lövträdsflugor. Inga underarter finns listade i Catalogue of Life.